# Jaquemot & Marlier
Jaquemot & Marlier war ein Schweizer Hersteller von Automobilen.

## Unternehmensgeschichte
Das Unternehmen aus der Rue des Noirettes in Genf begann 1913 mit der Produktion von Automobilen. Der Markenname lautete JM. Im gleichen Jahr endete die Produktion nach nur wenigen hergestellten Exemplaren. 1914 wurde auch die Produktion von Zubehör aufgegeben.

## Fahrzeuge
Das einzige Modell war ein zweisitziger Kleinwagen. Für den Antrieb sorgte ein Zweizylindermotor von Moser mit 5 PS Leistung. Die Fahrzeuge verfügten über eine Konuskupplung und ein Zweiganggetriebe. Das Gewicht betrug 350 kg. Das Fahrzeug kostete 3000 Schweizer Franken inklusive Verdeck und Windschutzscheibe.